# Road of Resistance
Road of Resistance ist ein Lied der japanischen Metal-Band Babymetal, das Elemente von Speed Metal und Symphonic Metal vereint. Es handelt sich um eine Kooperation mit Herman Li und Sam Totman von DragonForce. Das Lied wurde am 1. Februar 2015 als Digital-Single veröffentlicht. Es ist sowohl auf der internationalen Wiederveröffentlichung des Debütalbums Babymetal als auch auf dem Nachfolgealbum Metal Resistance zu finden.

## Veröffentlichung
Seine Live-Premiere hatte das Lied am 8. November 2014 bei einem Konzert in der Brixton Academy in London, dem zweitletzten Auftritt im Rahmen der Babymetal World Tour 2014. Das Lied war zu diesem Zeitpunkt unveröffentlicht und völlig unbekannt. Daraufhin kursierten im Internet Handy-Aufnahmen durch Fans, die dem Lied den inoffiziellen Titel The One gaben. Die erste offizielle Veröffentlichung erfolgte am 7. Januar 2015 auf dem Live-Album Live at Budokan: Red Night Apocalypse als kostenloser Digital-Bonustrack, der aber nur heruntergeladen werden konnte, wenn das Album vorbestellt worden war. Am 1. Februar 2015 wurde das Lied zusätzlich als Digital-Single veröffentlicht. Es erschien 2015 zusätzlich auf dem internationalen Re-Release des Debütalbums sowie 2016 auf dem Album Metal Resistance.

## Komposition
Musikalisch ist Road of Resistance eine Mischung aus Speed Metal und Symphonic Metal. Der Liedtext handelt davon, wie die Band ihren eigenen Pfad beschreitet, um den „Metal-Widerstand“ (metal resistance) in die Welt hinauszutragen. Damit wurde der Titel des damals noch nicht existierenden Nachfolgealbums Metal Resistance vorweggenommen.
Das Lied ähnelt dem Stil der britischen Metalband DragonForce. Tatsächlich waren zwei ihrer Mitglieder, Herman Li, und Sam Totman, an der Produktion beteiligt und für das Arrangement der Gitarrentracks zuständig. Kei Kobayashi, der Executive Producer, beschrieb die Zusammenarbeit mit den Bandmitgliedern von DragonForce wie folgt: „Wir dachten, wir könnten etwas mit ihnen zusammen machen, als wir unser Demo für Road of Resistance aufnahmen. Wir boten ihnen an, sich uns anzuschließen und sie sagten zu. Die Aufnahmesessions mit ihnen waren wunderbar und sie behielten auch ihren einzigartigen Stil bei (…) Wir kamen gut miteinander aus.“ Die Abmischung und das Mastering übernahm Ettore Rigotti von der italienischen Metalband Disarmonia Mundi.

## Rezeption
Road of Resistance erhielt von Kritikern überwiegend positive Bewertungen, wobei die meisten die Zusammenarbeit zwischen Babymetal und DragonForce lobten. Rock Sound beschrieb das Lied als „alles, was wir von [Babymetal] erwarten würden, und als Zugabe eine Portion beglückende Gitarren-Fingerfertigkeit von DragonForce. Und der Chorus hat einen Hook in der Größe eines kleinen Landes.“ Das Digital Journal bezeichnete das Lied als „irre, jedoch unerwartet melodisch“.

## Musikvideo
Am 5. Januar 2015 wurde auf YouTube ein dreiminütiger Trailer hochgeladen, der Aufnahmen des Konzerts in London zeigt, wo das Lied erstmals präsentiert worden war. Das eigentliche Musikvideo erschien am 6. Mai 2015 auf dem offiziellen YouTube-Kanal von Babymetal. Zu sehen ist eine fast neun Minuten lange Live-Version des Liedes, aufgenommen beim Konzert in der Saitama Super Arena am 10. Januar. Für die Produktion war das Studio INNIvision verantwortlich. Bis März 2019 wurde das Video auf YouTube über 20 Millionen Mal angeschaut.

## Titelliste
| Nr.          | Titel              | Autor(en)                                                                         | Länge |
| ------------ | ------------------ | --------------------------------------------------------------------------------- | ----- |
| 1.           | Road of Resistance | Kitsune of Metal God, Mk-metal, Kxbxmetal, Mish-Mosh, Norimetal, Kyt-metal, Kyoto | 5:19  |
| Gesamtlänge: | Gesamtlänge:       | Gesamtlänge:                                                                      | 5:19  |

## Mitwirkende
(Angaben gemäß Booklet von Metal Resistance)
- Suzuka Nakamoto (Su-Metal): Leadgesang
- Yui Mizuno (Yuimetal): Gesang
- Moa Kikuchi (Moametal): Gesang
- Kei Kobayashi (Kobametal, Kxbxmetal, Kitsune of Metal God): Executive Producer, Text
- Miki Watanabe (Mk-Metal): Text
- Norikazu Nakayama (Norimetal): Musik
- Nobuaki Miyasaka (Mish-Mosh): Musik, Arrangement
- Sari Miyasaka (Mish-Mosh): Musik, Arrangement
- Keiji Kusama (Kyt-Metal): Musik
- Kyoto: Arrangement
- Ettore Rigotti: Audio-Mixing, Mastering
- Leda: Gitarre, Bass
- Herman Li: Gitarre
- Sam Totman: Gitarre